# Figularia fissurata
Figularia fissurata är en mossdjursart som beskrevs av Canu och Bassler 1929. Figularia fissurata ingår i släktet Figularia och familjen Cribrilinidae. Inga underarter finns listade i Catalogue of Life.